# Irbensky (bateau-phare)
Le Irbensky (en russe : «Ирбенский») est un ancien bateau-phare mis en service en 1962 pour la République socialiste soviétique de Lettonie puis transféré à la Russie. Mis hors service en 2009 il a été repris par le Musée océanographique de Kaliningrad qui en a fait un navire musée. C'était le dernier bateau-phare habité au monde.

## Historique

### Positionnement du bateau-phare

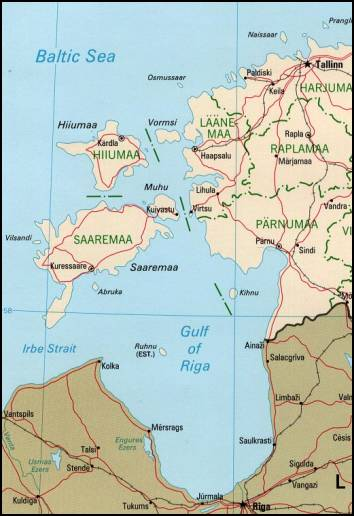
Détroit d'Urbe

Le Détroit d'Irbe est la principale route maritime qui relie la mer Baltique au golfe de Riga. Il y a de nombreux bancs de sable et bas-fonds dans celui-ci qui rendent la navigation difficile. Le plus dangereux d'entre eux est Mikhailovskaya (en russe Михайловская). Les marins avaient longtemps demandé la construction d'un phare à cet endroit, mais la construction était techniquement impraticable avec les moyens de l'époque. Les bateaux-phares sont utilisés dans la zone du Détroit d'Irbe depuis le XIXe siècle, mais ce n'était qu'un compromis. Depuis 1928 le bateau-phare Лайма (Laima, la déesse de la chance) stationnait sur cette zone. Il s'agissait du bateau-phare allemand, Bürgermeister Abendroth, qui fut transféré dans le détroit du côté allemand pendant la Première Guerre mondiale en 1918. Il est resté sur place après 1918 et a été modernisé. 
En 1944, les allemands ont confisqué le navire et l'ont remorqué «Heim ins Reich». Cependant, il a coulé lors de son passage près de Świnoujście. Dans les années 1950, la navigation commerciale se rendant au port commercial de Riga via le Détroit d'Irbe a augmenté. La dangerosité du passage nécessitait de nouveau la présence d'un bateau-phare.

### Construction
Ainsi, deux bateaux-phares de la série 852T ont été construits entre 1961 et 1962 pour le compte de l'URSS au chantier naval Oy Laivateollisuus Ab à Turku en Finlande. Le premier, Астраханский-приёмный (Astrachanski-Prijomny), a été déployé dans la mer Caspienne, le second, Ирбенский (Irbensky) a été ancré dans le Détroit d'Irbe. Ils étaient les deux derniers bateaux-phares habités au monde.
Le navire étant conçu dès le départ comme un bateau-phare, il s'agissait d'un projet très spécifique dans lequel une attention particulière a été portée à l'autonomie et au confort du navire, car il était de huit à neuf mois à une distance considérable de la côte en stationnement. Le navire est divisé en 8 compartiments par sept cloisons étanches. La flottabilité du navire est toujours garantie si deux compartiments voisins sont inondés. Les réserves de carburant s'élevaient à 90 tonnes, ce qui permettait au moteur principal de fonctionner pendant 10 jours et au générateur de vapeur et d'électricité de fonctionner pendant 120 jours. Les chambres étaient chauffées avec un générateur diesel. Pour l'équipage à bord, il y avait 46 m² d'eau potable, un système de congélation de 850 kg, un magasin d'alimentation et de boissons, ce qui permettait une durée de service allant jusqu'à 50 jours. Un bania a été installé à bord pour les besoins typiquement russes. Une grue pivotante conçue pour une charge de deux tonnes était installée sur le pont. Il y avait un canot à moteur et deux canots de sauvetage à rames. L'approvisionnement régulier de tout le nécessaire et le changement des membres d'équipage s'effectuaient par voie maritime depuis Ventspils.
Le poteau portant la balise était un tube métallique avec des échelles à l'intérieur et à l'extérieur. La hauteur du feu blanc de la lanterne  était de 17,5 m au-dessus du niveau de la mer, la portée était de 12 milles (22,2 km). La lentille de Fresnel avait un diamètre d'un demi-mètre, une distance focale de 250 mm et était maintenue horizontalement par un système pendulaire. À cet effet, il y avait trois tubes dans le mât, à travers lesquels les câbles étaient tendus presque jusqu'à la quille et qui équilibraient l'optique dans une mer agitée. En cas d'urgence, un feu rouge s'allumait sur le phare. Le bateau-phare était également équipé d'une corne de brume pour générer des signaux sonores informant les navires dans un rayon de 4 milles (7,4 km) de sa position. La balise radio utilisait une antenne filaire de 15 mètres tendue entre les mâts pour transmettre un signal de brume "PM" en code Morse sur une distance de 15 miles (27,8 km). En raison de la différence de temps de transit entre les signaux audio et radio, les navires qui traversaient le détroit pouvaient déterminer rapidement et avec précision la distance jusqu'au bateau-phare et donc à peu près leur position. Il y avait un équipement principal et de secours pour la communication radio bidirectionnelle, un radiogoniomètre, un écho-sondeur et un radar.

### Mise en service
Irbensky a été mis en place pour la première fois le 2 août 1962 et retiré le 19 janvier 1963. Depuis le 5 mai 1963, il est resté constamment sur la position du banc de sable de Mikhailovskaya durant 24 ans. Le bateau-phare était positionné d'avril à mai de chaque année et retiré de janvier à février selon l'état des glaces. L'exploitation continue en hiver n'a pas été possible en raison de la forte dérive des glaces. Pendant ce temps, le navire a été entretenu à Ventspils où la révision du moteur était effectuée tous les deux ans. Bien qu'il ait été équipé pour effectuer un service de pilotage, ce service n'a jamais été en opération.
Il n'y a eu que deux incidents significatifs : en novembre 1969, la chaîne du mouillage de 2,5 tonnes s'est brisée dans une tempête et en janvier 1983, le mât de la corne de brume cassé a dû être remplacé avec la corne elle-même.

### Abandon
En 1985, le phare du Détroit d'Irbe a été construit et le bateau-phare a cessé d'être utilisé en 1986/87. Après deux ans de réparations à Liepāja il a été converti en 1989 sous le nom de Вентспилс (Ventspils) et utilisé pour sécuriser l'accès au port. De 1989 à 1991, cependant, le bateau-phare s'est arraché de l'ancre à quatre reprises et a dû être remplacé par une bouée de certification glace qui a finalement mis fin au service du navire, sa maintenance étant devenue trop coûteuse.
En 1993-1994, dans le cadre du retrait du matériel militaire russe de Lettonie, l'Irbensky a été remorqué à Baltiïsk puis à Lomonossov pour servir à la 607e Division des navires hydrographiques. Il été amarré au quai et servait au quartier général du bataillon. En 2009, il a été retiré de la marine et vendu aux enchères comme ferraille à un prix d'un peu plus d'un million de roubles. Mais en même temps, la bataille pour sauver le navire a commencé après qu'il soit devenu le sujet des médias. En 2008, une partie de l'équipement avait déjà été retirée 

## Galerie

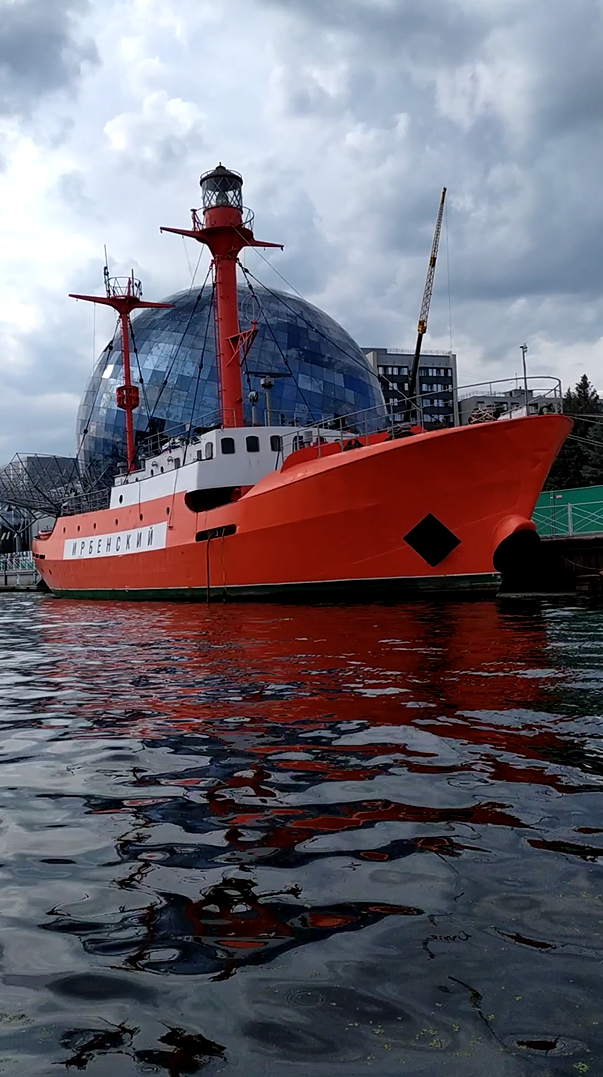
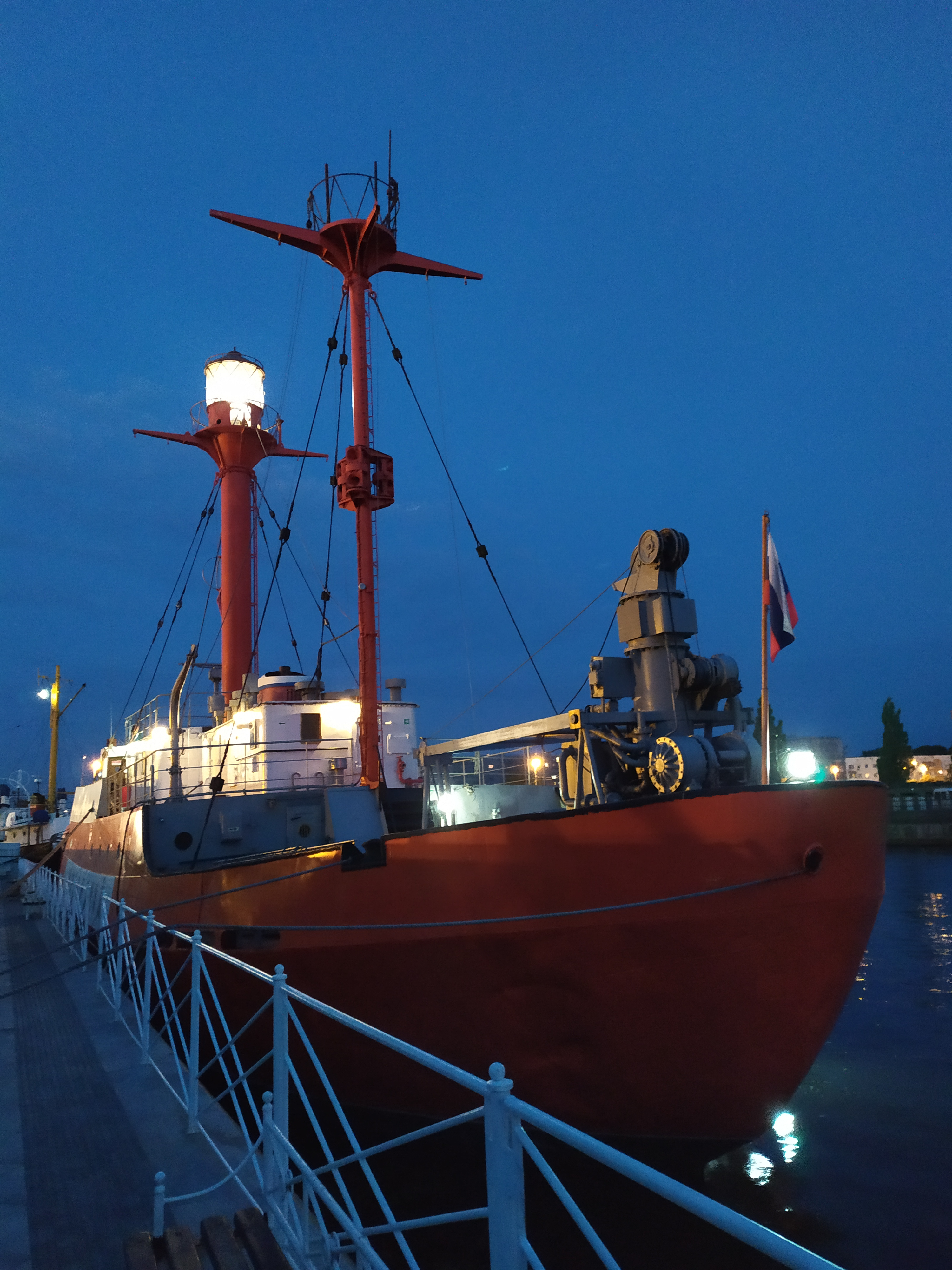

## Préservation
En 2010, l' Irbensky est devenu un sujet de la conférence du patrimoine maritime de la Russie. Le navire abandonné était à Lomonossow et la ville de Kronstadt était censé le reprendre. Mais cinq ans ont passé et le problème n'a pas été résolu : il n'y avait pas de place à Saint-Pétersbourg, Lomonossov et Kronstadt. Le navire tombait en ruine. Mais l'intérêt soudain des médias et l'attention du public ont sauvé les restes de la casse, seul le financement n'était toujours pas garanti. Après quelques années, le Musée océanographique de Kaliningrad a repris le bateau-phare en tant que nouvelle exposition et a également réussi à déclarer le navire faisant partie du patrimoine maritime de la Russie et à obtenir le financement d'une réparation. Le 29 octobre 2017, deux remorqueurs ont déplacé le bateau-phare Irbensky au chantier naval de Kronstadt .  Aujourd'hui, l'Irbensky restauré fait partie des expositions du `` Musée à Kaliningrad.